# Grb Moldavske SSR
Grb Moldavske Sovjetske Socijalističke Republike je određen 10. veljače 1941. godine kao službena oznaka Moldavske SSR. Vrhovno izvršno tijelo Moldavske SSR odredilo je da se grb temelji na grbu SSSR-a. Grb prikazuje simbole poljoprivrede (pšenica, kukuruz, grožđe i djetelina). U pozadini se nalazi izlazeće sunce, simbol budućnosti moldavske nacije. Na grbu se nalaze crvena zvijezda i srp i čekić, simboli komunizma. U sklopu grba se nalazi i moto SSSR-a "Proleteri svih zemalja, ujedinite se!" napisan na moldavskom i ruskom jeziku. U dnu grba se nalaze natpis "РССМ" (moldavska skraćenica za Moldavska Sovjetska Socijalistička Republika).
Grb je bio na snazi do 3. studenoga 1990., kada je zamijenjen današnjim grbom Moldavije.

## Unutarnje poveznice
- Grb Moldavije
- Zastava Moldavske SSR
- Grb Pridnjestrovske Moldavske Republike

## Vanjske poveznice
- (rus.) A. V. Arcihovskij (А. В. Арциховский), Ju. N. Korotkov (Ю. Н. Коротков), A. N. Luppol (А. Н. Луппол), Герб (hrv. lat. »Gerb«, Grb), u publikaciji: Большая советская энциклопедия (hrv. lat. »Boljšaja sovetskaja enciklopedija«, Velika sovjetska enciklopedija), str. 211. i 212., URL: http://www.litmir.net/br/?b=105985&p=212  Arhivirana inačica izvorne stranice od 15. listopada 2014. (Wayback Machine) (Pristupljeno: 10. listopada 2014.).